# Miguel Hidalgo (norra Ocosingo kommun)
Miguel Hidalgo är en ort i Mexiko.   Den ligger i kommunen Ocosingo och delstaten Chiapas, i den sydöstra delen av landet, 800 km öster om huvudstaden Mexico City. Miguel Hidalgo ligger 751 meter över havet och antalet invånare är 678.
Terrängen runt Miguel Hidalgo är kuperad åt nordost, men åt sydväst är den bergig. Runt Miguel Hidalgo är det glesbefolkat, med 16 invånare per kvadratkilometer. Närmaste större samhälle är Cristóbal Colón, 19,9 km norr om Miguel Hidalgo. I omgivningarna runt Miguel Hidalgo växer i huvudsak städsegrön lövskog.